# Taishan (Jiangmen)
Taishan (chinesisch 台山市, Pinyin Táishān Shì, Jyutping Toi4saan1 Si5, kantonesisch Toisan Si, veraltet nach Post: Toishan Si, Taishan-Mundart: a Hoisan Si) ist eine kreisfreie Stadt, die zum Verwaltungsgebiet der bezirksfreien Stadt Jiangmen in der südchinesischen Provinz Guangdong gehört. Sie hat eine Fläche von 3.286 km² und 907.744 Einwohner (Stand: Zensus 2020). Sie ist eine der wichtigsten Herkunftsorte von Überseechinesen. Bis zur Öffnung Chinas in den 1980er Jahren hatten rund 3/4 aller Chinesen Nordamerikas Wurzeln in Taishan. Hoisan wa a oder Taishan-Dialekt war quasi lingua franca in den Chinesenvierteln von San Francisco und New York.

## Geographie
Taishan liegt am Westrand des Delta des Perlflusses. Im Norden und Süden ist die Landschaft hügelig, dazwischen eben. Die Südgrenze bildet das südchinesische Meer, ebenfalls zum Territorium der Stadt gehört die vorgelagerte Chuanshan-Inselgruppe. Der Nordzipfel Taishans wird vom „Tan-Fluss“ (潭江) und seiner Schwemmebene berührt.
In Taishan herrscht subtropisch bis tropisches Klima. Die durchschnittliche Januar-Temperatur beträgt 10 °C, die durchschnittliche Juli-Temperatur 32 °C. Der jährliche Niederschlag beläuft sich auf 1940 mm. Im Sommer gibt es häufig Taifune und Starkregen. Der Herbst und Winter sind trockene Jahreszeiten.

## Geschichte
Taishan wurde als Xinning (新宁) b während der Ming-Dynastie zu einer Gemeinde erhoben und stand damals unter der Verwaltung von Xinhui. Den Namen Taishan trägt die Stadt erst seit 1914. Im Jahre 1992 erhielt Taishan Das Stadtrecht. Gemeinsam mit den nahgelegene Ortschaften Enping, Kaiping und Xinhui nennt man diese historische Region im Chinesischen auch die Siyi-Region – etwa „Region der Vier-Kreise“ (四邑) c. Später kam noch die Ortschaft Heshan hinzu, daher wird die Region heute als Wuyi-Region – etwa „Region der Fünf-Kreise“ (五邑) d – bezeichnet.

## Verwaltung
Die kreisfreie Stadt Taishan ist Teil der bezirksfreien Stadt Jiangmen. Benachbart sind Yangdong im Westen, Enping im Nordwesten, Kaiping im Norden, sowie Xinhui im Osten.
Die Stadt ist in ein Straßenviertel und 16 Großgemeinden untergliedert; Sitz der Stadtregierung ist das Straßenviertel Taicheng:
- Straßenviertel Taicheng (台城街道);
- Großgemeinde Dajiang (大江镇);
- Großgemeinde Shuibu (水步镇);
- Großgemeinde Sijiu (四九镇);
- Großgemeinde Duhu (都斛镇);
- Großgemeinde Chixi (赤溪镇);
- Großgemeinde Chonglou (冲蒌镇);
- Großgemeinde Doushan (斗山镇);
- Großgemeinde Guanghai (广海镇);
- Großgemeinde Chuandao (川岛镇);
- Großgemeinde Duanfen (端芬镇);
- Großgemeinde Haiyan (海宴镇);
- Großgemeinde Wencun (汶村镇);
- Großgemeinde Sanhe (三合镇);
- Großgemeinde Beidou (北陡镇);
- Großgemeinde Shenjing (深井镇);
- Großgemeinde Baisha (白沙镇).

## Wirtschaft
Mit einem BIP pro Kopf von rund 12 400 RMB im Jahr 2002 liegt Taishan in puncto Einkommen etwa im Provinzdurchschnitt von Guangdong.
Wirtschaftliche Bedeutung hat einerseits die Ausbeutung von Bodenschätzen wie Gold, Zinn, Wolfram, Antimon, Kohle, Schwefel, Granit, Beryll, Quarzsand und Silikatgesteinen. In den Wäldern Taishans gibt es Masson-Kiefern, Zedrachbäume, Campher, Kapok und weitere für die traditionelle chinesische Medizin bedeutsame Pflanzen. In den Wäldern leben auch Wildtiere wie Muntjaks, Stachelschweine oder Truthähne.
In der Landwirtschaft ist der Anbau von Reis die wichtigste Tätigkeit. Daneben werden Erdnüsse, Zuckerrohr, Gemüse und Obst angebaut. An der Küste hat der Fischfang eine gewisse Bedeutung, besonders rund um die Großgemeinde Guanghai.
Bedeutende Industrieprodukte der Stadt sind Maschinen, Haushaltsgeräte, Textilien, Nahrungsmittel, Chemieprodukte und Keramik. Wichtig ist auch die Gewinnung von Elektroenergie.
Seit 2009 ist mit Fuwa der weltgrößte Achsenhersteller für Nutzfahrzeuge in Taishan beheimatet.
Neben dem Kraftwerk Guohua Taishan besteht das Kernkraftwerk Taishan mit den bislang leistungsstärksten Reaktoren der Welt, das 2018 seinen Betrieb aufnahm.

## Verkehr

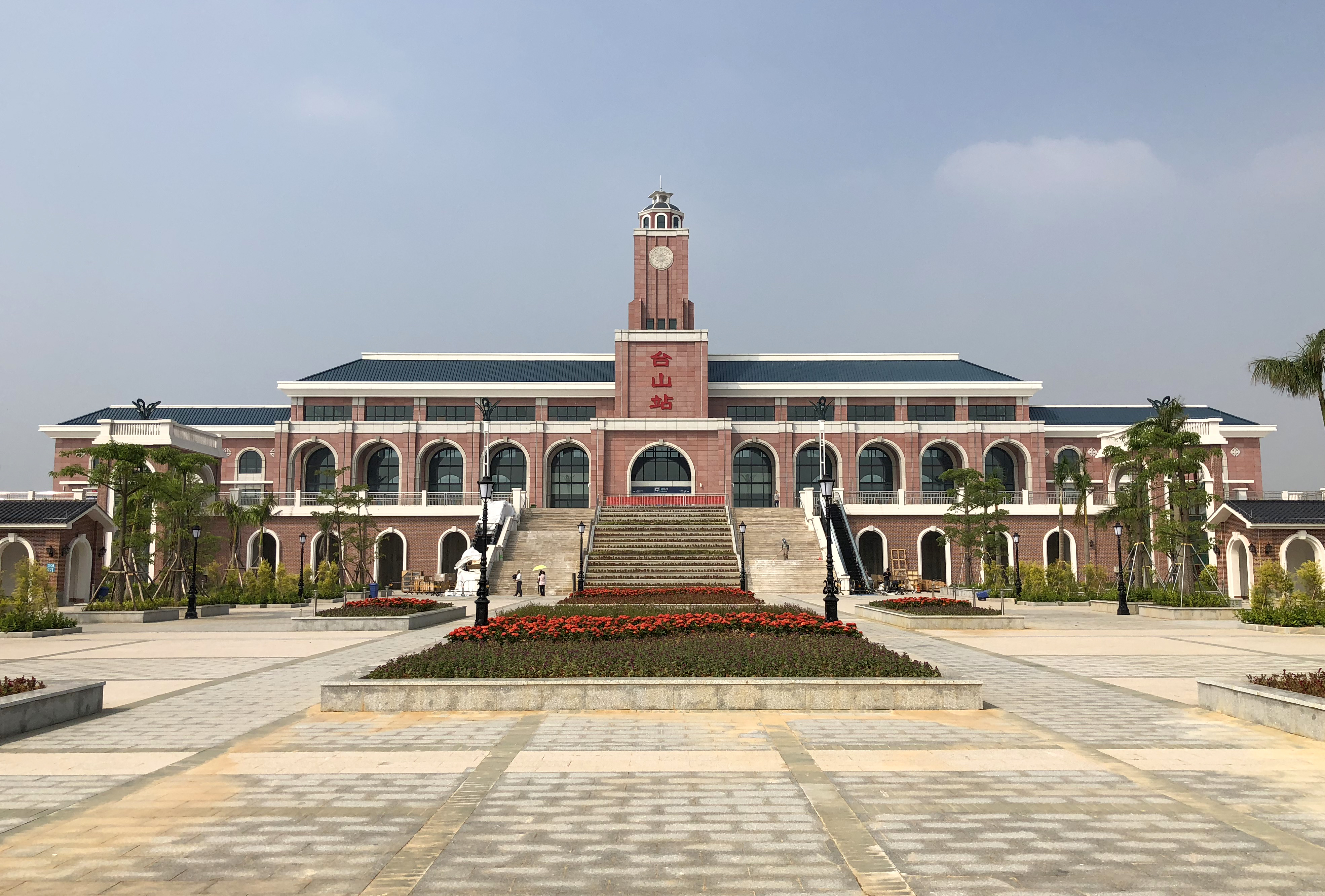
Der Bahnhof Taishan, 2018

Das Stadtgebiet wird entlang der chinesische Ostküste vom Streckenabschnitt Jiangmen–Yangjiang der Nationalstraße G228 e durchquert. Daneben hat Taishan einen Anschluss zur Autobahn G15 f, eine Nord-Süd-Verbindung von Shenyang nach Haikou, entlang der Küste am ost- bzw. südchinesischen Meer. Nördlich der Stadt verläuft die Nationalstraße G240 g mit Anbindung zu Qingyuan, Guangzhou, Foshan und Yangjiang, bei der Taishan die Endanschlussstelle darstellt. Erst mit der Fertigstellung des Bahnhof Taishan ⊙ (台山站) 2018 hat die Stadt einen Bahnanschluss zur Shenzhen-Zhanjiang-Hochgeschwindigkeitsbahnlinie h. Der Hafen von Guanghai hat eine gewisse Bedeutung für den Handel.

## Persönlichkeiten (Auswahl)

### Söhne und Töchter Taishans
- James Wong Howe (1899–1976), sino-amerikanischer Kameramann
- Tyrus Wong (1910–2016), sino-amerikanischer Künstler
- Karl Maka (* 1944), sino-amerikanischer Schauspieler
- Inky Mark (* 1947), sino-kanadischer Politiker